# Klosterinsel
Die Klosterinsel (ukrainisch Монастирський острів/Monastyrskyj ostriw, russisch Монастырский остров) ist eine Flussinsel des Dneprs in der ukrainischen Stadt Dnipro.

## Geschichte

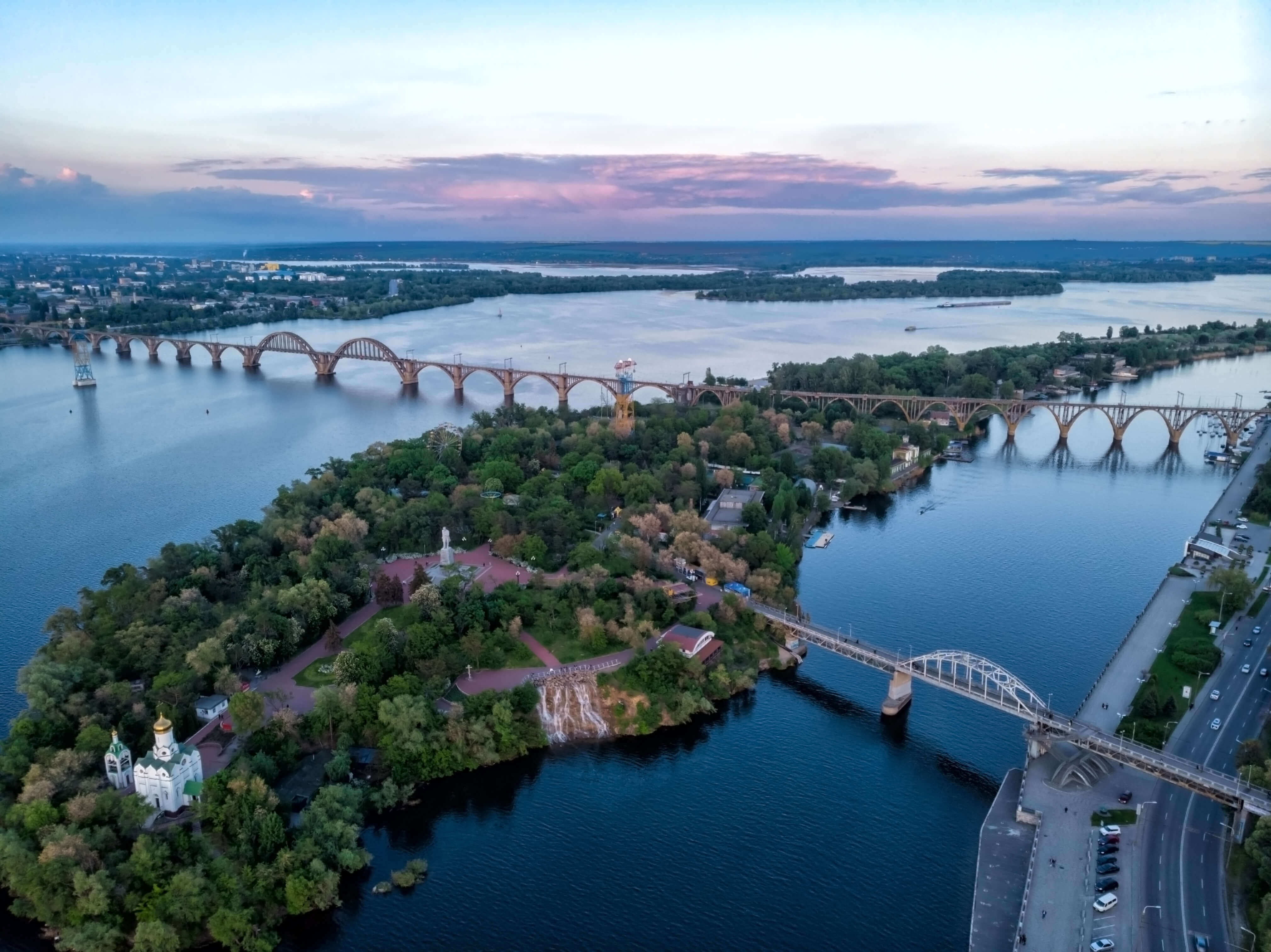
Klosterinsel, im Hintergrund die Merefa-Cherson-Brücke

So weit bekannt wurde sie namentlich erstmals im 17. und 19. Jahrhundert
als „Burakowski“ (rus. Бураковский) beziehungsweise als „Bogomolowski“ (rus. Богомоловский) erwähnt.
1926 wurde die Insel in „Komsomolski“ (rus. Комсомольский) umbenannt und heißt heute Klosterinsel, da sich im 9. Jahrhundert ein byzantinisches Kloster auf der Insel befand.

## Geografische Lage
Die Insel liegt im Stadtteil Sobor und bildet einen Teil des Schewtschenko-Parks, von dessen Festlandteil sie durch den Bischof-Kanal, einem Seitenarm des Dneprs, getrennt ist.

## Sehenswürdigkeiten und Bebauung
Die Insel ist durch eine Seilbahn und eine Fußgängerbrücke mit dem Rest der Stadt verbunden. Über den nördlichen Teil der Insel führt die Merefa-Cherson-Brücke, eine Eisenbahnbrücke, die die beiden Dneprufer miteinander verbindet.
Im Jahre 1958 wurde eines der größten Denkmäler der Ukraine zu Ehren Taras Schewtschenko erbaut und im Jahre 1999 wurde auf der Nordseite der Insel die orthodoxe St.-Nikolaus-Kirche fertiggestellt.
Des Weiteren befindet sich auf der Insel ein Süßwasseraquarium, ein Zoo, einige Wassersportvereine und einige andere Attraktionen. Daneben befindet sich auf der Südseite ein Sandstrand.